# Neoeburnella
Neoeburnella is een geslacht van spinnen uit de familie hangmatspinnen (Linyphiidae).

## Soorten
De volgende soorten zijn bij het geslacht ingedeeld:
- Neoeburnella avocalis (Jocqué & Bosmans, 1983)